# Барабаш Юрій Владиславович
Юрій Владиславович Барабаш (14 квітня 1974, Петропавловськ-Камчатський, Камчатська область, РРФСР, СРСР — 27 вересня 1996, Москва, Росія), також відомий під псевдонімом Петлюра, — радянський і російський співак, автор-виконавець російського шансону

## Біографія
Юрій Барабаш народився на Камчатці.
Батько, Владислав Барабаш — колишній офіцер ВМФ.
Мати, Тамара Сергіївна Барабаш — співробітник Ставропольського лялькового театру, потім співала в крайовій філармонії. Переїхавши слідом за чоловіком на Далекий Схід, стала бухгалтером. .Був другою дитиною в сім'ї після сестри Лоліти, яка народилася в 1972.
У 1982 році родина Барабаша, за порадою лікарів, які знайшли у сестри Юрія серцеве захворювання, повернулася до Ставрополя. 23 лютого 1984 року помер його батько .
Юрій був важким підлітком. Прізвисько «Петлюра» отримав в школі, де його за хуліганські нахили прозвали Юра-Петлюра (за аналогією з українським націоналістом часів Громадянської війни Симоном Петлюрою). .
У чотирнадцять років вiн похрестився.
Юрій Барабаш в 1992 році познайомився з Андрієм Разіним, а потім кілька місяців був солістом групи «Ласковый май» під псевдонімом «Юра Орлов», але незабаром відмовився від подальшої роботи з Разіним. . Деякі пісні, записані Барабашем в студії «Ласковый май», пізніше були видані в альбомах «Ласкового мая»
Пішовши від Разіна, Барабаш починає сольну кар'єру як автор-виконавець російського шансону під псевдонімом Петлюра. Перші альбоми «Споём, жиган» (1993) і «Налётчик Беня» (1994) записувалися в домашній студії.
У 1995 році Юрій Барабаш уклав контракт з фірмою «Майстер Саунд» (директор Юрій Севостьянов). Деякі з попередніх пісень були перезаписані на професійному обладнанні. З'явилися альбоми «Малолетка», «Скорый поезд» (одна з найвідоміших робіт артиста, незадовго до смерті був зроблений кліп), «Печальный парень».
Його останній альбом — «Прощальный альбом» був записаний ще за життя артиста, автор альбому Слава Чорний, проте альбом побачив світ після його смерті.
У ніч з 27 на 28 вересня 1996 Барабаш загинув в автокатастрофі на Севастопольському проспекті в Москві. Барабашу було 22 роки. Обставини загибелі невідомі. Згідно відкритої інформації з відкритих джерел, автомобіль BMW 1992 року випуску Барабашу не належав. Сюжет про цю аварію потрапив у телепередачу " Дорожній патруль " . У телепередачі повідомляється, що водій даного автомобіля не встановлений.
Похований на Хованському кладовищі у Москві.

## Дискографія

### Альбоми
- 1992 — Юрій Барабаш (під псевдонімом «Юрій Орлов») — У складі гурту " Ласковый май "
- 1993 — Споём, жиган
- 1994 — Налётчик Беня
- 1995 — Малолетка
- 1996 — Скорый поезд
- 1996 — Печальный парень
- 1997 — Прощальний альбом

### Документальні фільми
- Пока ещё не поздно. Петлюра (2013)
- 90-ее. Короли шансона (2019)
- Как уходили кумиры: Петлюра (Юрий Барабаш) (ДТВ, 2006)